# Видатні звірі
«Видатні звірі» (яп. ビースターズ, Бі: сута: дзу) — японська манґа авторства Пару Ітагакі, що виходила в журналі Weekly Shōnen Champion з 8 вересня 2016 року по 8 жовтня 2020 року. Загалом було видано 22 томи-танкобони.
Манга отримала безліч нагород, і також першою почала виходити у видавництві Akita Shoten. Прем'єра аніме-адаптації манги виробництва Orange відбулась 8 жовтня 2019 року на телеканалі Fuji TV + Ultra. За межами Японії серіал транслює Netflix. Другий сезон транслювався з 7 січня по 25 березня 2021 року. Наразі випуск третього й останнього сезону заплановано на 2024 рік.

## Сюжет
Події манги відбуваються у світі цивілізованих антропоморфних тварин котрий поділяється на хижаків та травоїдних. Назва серії дана від наявного у вигаданому світі рангу «Beastar», яким характеризують персонажа, наділеного талантом, популярністю, та альтруїзмом.
Головний герой — сірий вовк Леґоші, тихий і боязкий учень Черрітонської школи, що живе в гуртожитку для хижаків, також бере участь у шкільному театральному гуртку як робітник сцени. Одного разу вночі виявляється з'їденим альпак Тем, що призводить до підозр і напруги між хижаками і травоїдними учнями в школі. У той же час Легосі знайомиться з карликовою зайчихою Хару, між якими починають розвиватися складні взаємини.

## Персонажі
- Леґоші (яп. レゴシ, Регосі) — високий сірий вовк. Досить спокійний, незважаючи на його погрозливий вигляд. Він намагається подавити у собі хижі риси, для того щоб подружитись з травоїдними, після зустрічі з Хару він починає плутатись у своїх почуттях до неї. Леґоші вирішує самостійно розслідувати вбивство Тема, щоб дізнатись правду.
- Луї (яп. ルイ) — благородний олень, голова театрального гуртка. Гордий і впевнений в собі, він мріє стати наступним «Beastar». Схильний дивитися зверхньо на інших, навіть будучи травоїдним, оточеним хижаками. Зазвичай здатний плести інтриги, але з розвитком історії демонструє і позитивні якості. У нього був роман з Хару.
- Хару (яп. ハル, Хару) — єдиний член клубу садівництва, вигнанка школи через свою статеву розпусту. Як карликовий кролик, часто стикається з тим, що інші вважають її безпорадною і беззахисною, але вона хоче, щоб її цінували як особистість. Хару намагається триматись від інших на відстані.
- Джуно (яп. ジュノ) — висока сіра вовчиця, новий член драматичного клубу, котра закохується в Леґоші з першого погляду після того, як він захистив її від хуліганів. Вона налаштована завоювати його серце і стати «Beastar» разом з ним, щоб створити нову мирну еру для всіх тварин.
- Ґохін (яп. ゴウヒン) — Гігантська панда, яка працює психіатром і лікарем, що реабілітує хижаків, інстинкти яких починають брати верх над ними. Він вперше стикається з Леґоші, коли той перебуває на Чорному ринку і спочатку припускає, що Леґоші — один із багатьох хижаків, який піддався своїм хижацьким інстинктам, але згодом у них налагоджуються дещо дружні стосунки, і зрештою стає для нього своєрідним наставником.